# Ammina N-metiltransferasi
La ammina N-metiltransferasi è un enzima appartenente alla classe delle transferasi, che catalizza la seguente reazione:
S-adenosil-L-metionina + un'ammina ⇄ S-adenosil-L-omocisteina+ un'ammina metilata
L'enzima ha una specificità molto ampia; molte ammina primarie, secondarie e terziarie possono agire come accettori, tra le quali la triptammina, l'anilina, la nicotina, oltre a diversi farmaci e altri xenobiotici.